# Kras Stadion
Das Kras Stadion (Eigenschreibweise: KRAS Stadion) ist ein Fußballstadion im Stadtteil Volendam der niederländischen Gemeinde Edam-Volendam, Provinz Nordholland. Es liegt unweit des Ufers des Markermeeres. Im Stadion trägt der Fußballverein FC Volendam seine Heimspiele aus.

## Geschichte
Das 1975 eröffnete Stadion besteht aus vier einzeln stehenden, überdachten Zuschauerrängen (Dr. Duin-Tribüne; Jaap Jonk-Tribüne; Jaap Bond-Tribüne; Pé Mühren-Tribüne), die den Besuchern 6.984 Plätze bieten. Neben dem Stadion liegen noch acht weitere Fußballfelder. Anfang der 1990er Jahre wurde die größte Renovierung im Stadion durchgeführt. Seit 2006 ist in der Spielstätte ein Kunstrasen verlegt. Seinen jetzigen Namen hat es von der in Volendam ansässigen Recyclingfirma Kras Recycling B.V., dessen Vorstandsvorsitzender Henk Kras auch der Präsident des FC Volendam war.
Am 7. Juli 2012 fand zum vierten Mal im Kras Stadion ein Konzert unter dem Namen Votown AllStars statt, dass jährlich veranstaltet wird.